# 제주반도체
제주반도체는 제주특별자치도 제주시 청사로 1길 18-4, 제주상공회의소 2층에 위치한 반도체 회사다.

## 조직도
- 연구소팀
- 영업지원실
- 영업팀
- 마케팅팀
- BE팀
- PE팀
- QA팀
- 신규사업부

## 연혁

### 2000년대
- 2000년 : 주식회사 EMLSI 설립
- 2001년 : 노키아 판매를 목적으로 4M SRAM 개발·양산 공급 시작
- 2003년 : 1M, 2M, 8M SRAM 개발·양산 공급 시작
- 2004년 : 16M Pseudo SRAM 개발·양산 공급 시작
- 2005년 : 제주특별자치도로 본사 이전
- 2007년 : 램스웨이와 합병
- 2008년 : 16Mb, 32Mb, 64Mb CRAM 양산 공급 시작

### 2010년대
- 2011년 : 8,400만 달러(미국 달러) 달성
- 2012년 : 64M CRAM MCP 양산 공급 시작
- 2013년 : 제주반도체(JSC)로 법인명 변경
- 2013년 : 256M LPDDR1 양산 공급 시작
- 2013년 : NAND MCP 양산 공급 시작
- 2014년 : 512Mb LPDDR1 양산 공급 시작
- 2014년 : 2Gb LPDDR2 설계 시작
- 2015년 : 28Mb T2M 양산 공급 시작
- 2015년 : 128Mb T2M 양산 공급 시작
- 2016년 : 64Mb T2M 설계 시작
- 2017년 : U2RAM 설계 시작
- 2018년 : eMMC 양산 공급 시작
- 2019년 : SPI NAND, SD NAND, eMCP 양산 공급 시작

### 2020년대
- 2020년 : AEC-Q100 인증 완료, DDR4 설계 시작
- 2020년 : DDR3, LPDDR4 NAND MCP 양상 공급 시작
- 2021년 : 5G IoT Memory 인증